# كيبل كارد

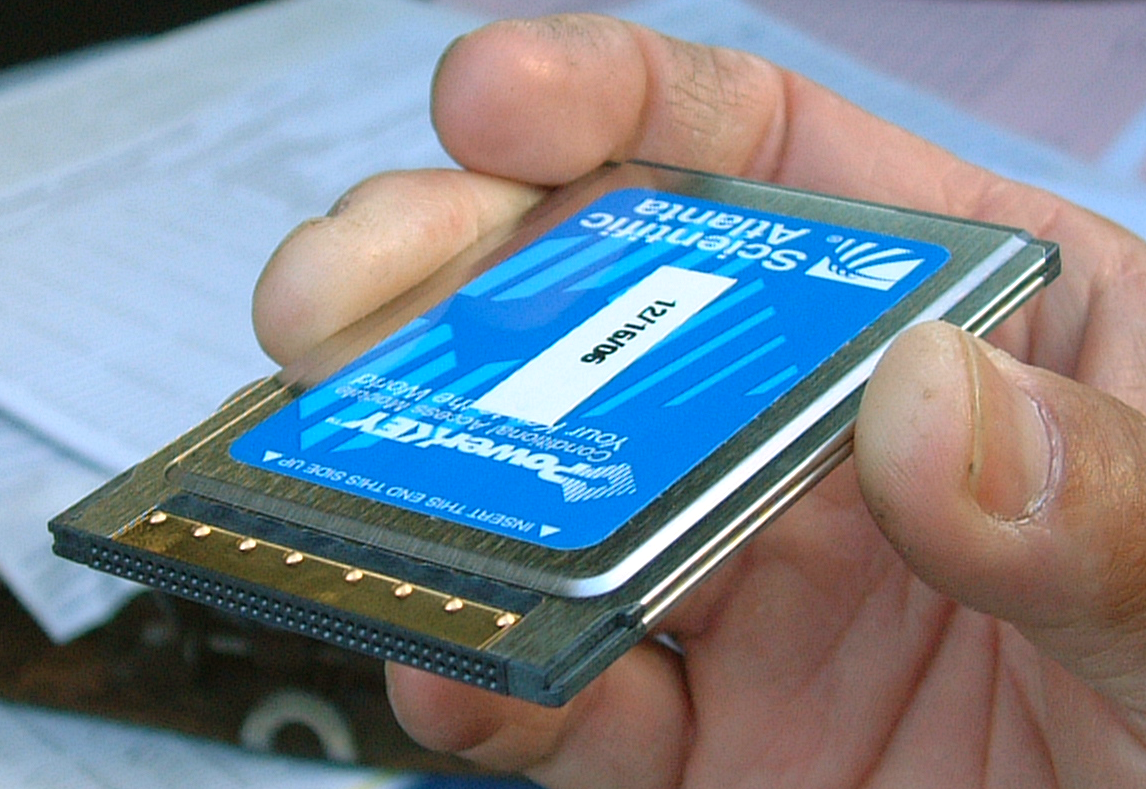
بطاقة كيبل كارد بحجم بطاقة ائتمان

كيبل كارد (بالإنجليزية: CableCARD)‏ وهي بطاقة بحجم بطاقة ائتمان وتستخدم في الولايات المتحدة الأمريكية وتمكن من مشاهدة وتسجيل التلفزة الرقمية على مسجلات الفيديو الرقمي والحاسوب الشخصي و التلفاز الرقمي دون الحاجة لاستخدام Set-top box الذي توفره شركات التلفاز الكبلي. وهي تستخدم منفذ PCMCIA.